# Рафалово (Браславский район)
Рафалово (бел. Рафалова) — деревня в Браславском районе Витебской области Беларуси. Входит в состав Тетерковского сельсовета.

## География
Деревня находится в западной части Витебской области, на южном берегу озера Густаты (Густата), к западу от автодороги Н-2122, на расстоянии приблизительно 19 километров (по прямой) к юго-востоку от города Браслав, административного центра района. Абсолютная высота — 140 метров над уровнем моря. Площадь населённого пункта — 0,0927 км².

## История
По состоянию на 1905 год, в деревне проживало 64 человека (34 мужчины и 30 женщин). В административном отношении входила в состав Иодской волости Дисненского уезда Виленской губернии.
В 1921 году входила в состав гмины Йоды Дисенского повета Виленского воеводства Второй Польской республики. Числился 61 житель (25 мужчин и 36 женщин), проживавших в 8 домах. В этническом составе населения того периода поляки составляли 100 %. В конфессиональном составе населения преобладали католики (80,3 %), также были представлены иудеи (18,1 %) и православные христиане (1,6 %).
До 16 сентября 1960 года деревня входила в состав Иодского сельсовета Шарковщинского района.

## Население
По данным переписи 2019 года, постоянное население в деревне отсутствовало.
| Год  | Население, человек |
| ---- | ------------------ |
| 1905 | 64                 |
| 1921 | ↘ 61               |
| 2009 | ↘ 2                |
| 2019 | ↘ 0                |